# العلاقات الآيسلندية اللاتفية
العلاقات الآيسلندية اللاتفية هي العلاقات الثنائية التي تجمع بين آيسلندا ولاتفيا.

## مقارنة بين البلدين
هذه مقارنة عامة ومرجعية للدولتين:
| وجه المقارنة                                              | آيسلندا          | لاتفيا                                             |
| --------------------------------------------------------- | ---------------- | -------------------------------------------------- |
| المساحة (كم2)                                             | 103.00 ألف       | 64.59 ألف                                          |
| عدد السكان (نسمة)                                         | 317.35 ألف       | 1.93 مليون                                         |
| الكثافة السكانية (ن./كم²)                                 | 3.08             | 29.88                                              |
| العاصمة                                                   | ريكيافيك         | ريغا                                               |
| اللغة الرسمية                                             | اللغة الآيسلندية | اللغة اللاتفية                                     |
| العملة                                                    | كرونة آيسلندية   | يورو، لاتس لاتفي، الروبل اللاتفي ‏، الروبل اللاتفي ‏ |
| الناتج المحلي الإجمالي (بليون دولار)                      | 23.91 مليار      | 30.26 مليار                                        |
| الناتج المحلي الإجمالي (تعادل القوة الشرائية) بليون دولار | 15.79 مليار      | 49.24 مليار                                        |
| الناتج المحلي الإجمالي الاسمي للفرد دولار أمريكي          | 50.17 ألف        | 14.06 ألف                                          |
| الناتج المحلي الإجمالي للفرد دولار أمريكي                 | 46.55 ألف        | 23.55 ألف                                          |
| مؤشر التنمية البشرية                                      | 0.899            | 0.819                                              |
| رمز المكالمات الدولي                                      | +354             | +371                                               |
| رمز الإنترنت                                              | .is              | .lv                                                |
| المنطقة الزمنية                                           | 00، أوروبا/لندن ‏ | ت ع م+02:00، ت ع م+03:00، أوروبا/ريغا ‏             |

## منظمات دولية مشتركة
يشترك البلدان في عضوية مجموعة من المنظمات الدولية، منها:
| علم المنظمة | اسم المنظمة                               | تاريخ انضمام آيسلندا | تاريخ انضمام لاتفيا |
| ----------- | ----------------------------------------- | -------------------- | ------------------- |
|             | وكالة ضمان الاستثمار متعدد الأطراف        | 25 سبتمبر 1998       | 21 أغسطس 1998       |
|             | منظمة التعاون الاقتصادي والتنمية          | ?                    | 16 يونيو 2016       |
|             | الأمم المتحدة                             | 19 نوفمبر 1946       | 17 سبتمبر 1991      |
|             | الفريق المعني برصد الأرض                  | ?                    | ?                   |
|             | منظمة حظر الأسلحة الكيميائية              | ?                    | ?                   |
|             | منظمة التجارة العالمية                    | ?                    | 1999                |
|             | منظمة الشرطة الجنائية الدولية             | ?                    | ?                   |
|             | مجلس دول بحر البلطيق                      | ?                    | ?                   |
|             | منظمة الأمن والتعاون في أوروبا            | 25 يونيو 1973        | 10 سبتمبر 1991      |
|             | مؤسسة التنمية الدولية                     | 19 مايو 1961         | 11 أغسطس 1992       |
|             | حلف شمال الأطلسي                          | 4 أبريل 1949         | 29 مارس 2004        |
|             | يونسكو                                    | 8 يونيو 1964         | 9 يوليو 1951        |
|             | مجلس أوروبا                               | ?                    | ?                   |
|             | الاتحاد البريدي العالمي                   | ?                    | ?                   |
|             | البنك الدولي للإنشاء والتعمير             | 27 ديسمبر 1945       | 11 أغسطس 1992       |
|             | اتفاقية السماوات المفتوحة                 | ?                    | ?                   |
|             | المنظمة الهيدروغرافية الدولية             | ?                    | ?                   |
|             | الاتحاد الدولي للاتصالات                  | 1 أكتوبر 1906        | 11 ديسمبر 1921      |
|             | مؤسسة التمويل الدولية                     | 20 يوليو 1956        | 29 سبتمبر 1993      |
|             | المركز الدولي لتسوية المنازعات الاستشارية | 14 أكتوبر 1966       | 7 سبتمبر 1997       |
|             | مجموعة أستراليا                           | 1993                 | 2004                |
|             | مجموعة الموردين النوويين                  | ?                    | ?                   |

## وصلات خارجية
- موقع وزارة الخارجية الآيسلندية
- موقع وزارة الخارجية اللاتفية